# Motorboot

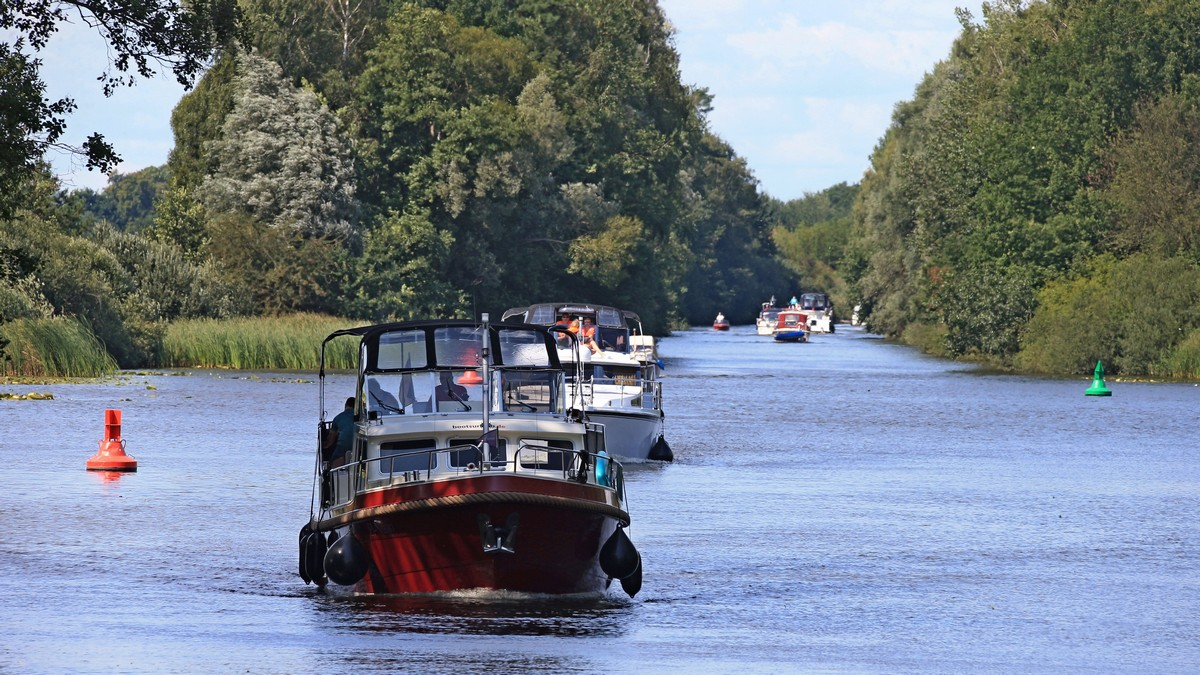
Urlauberboote in Mecklenburg

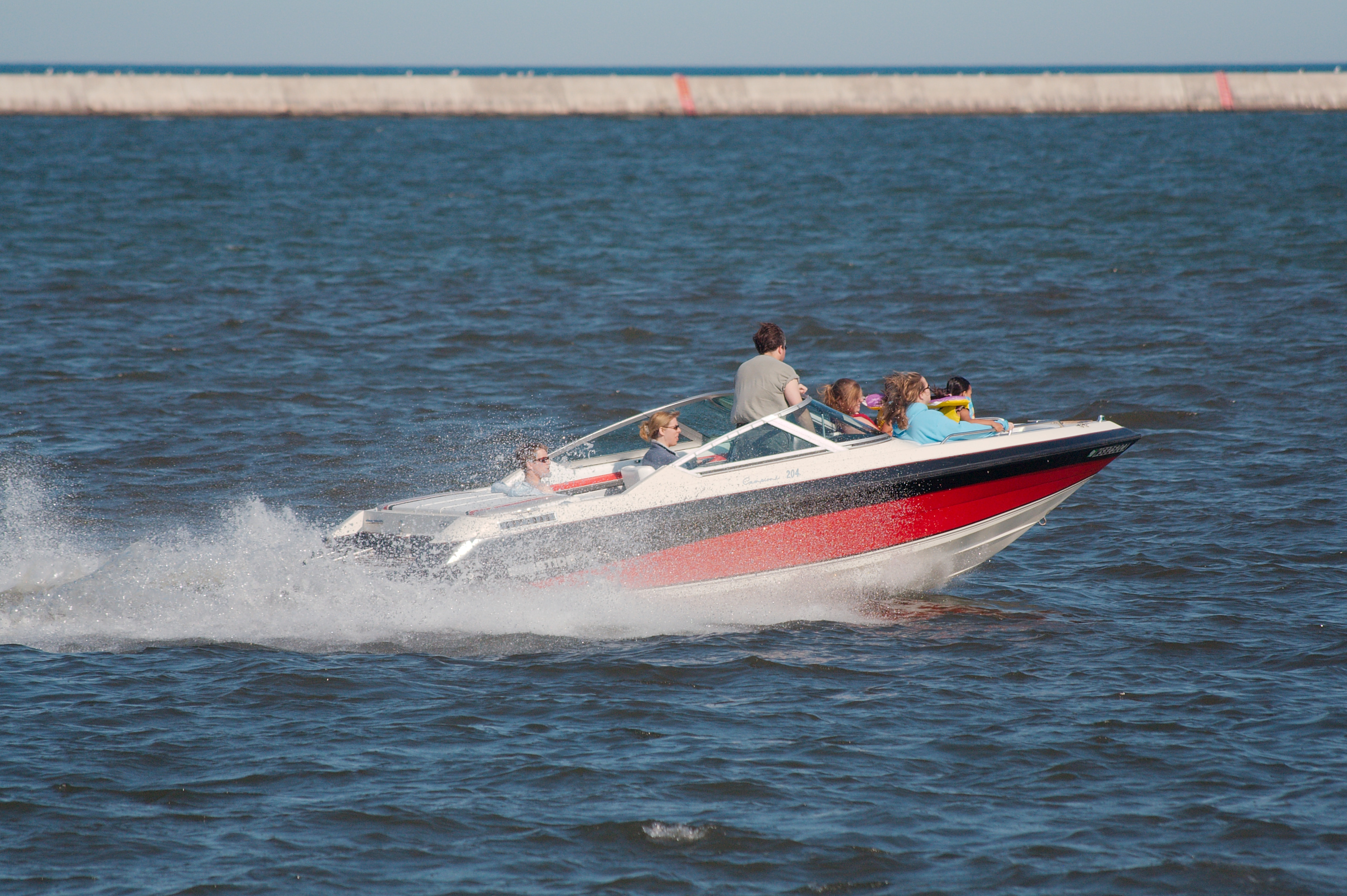
Offenes Motorboot

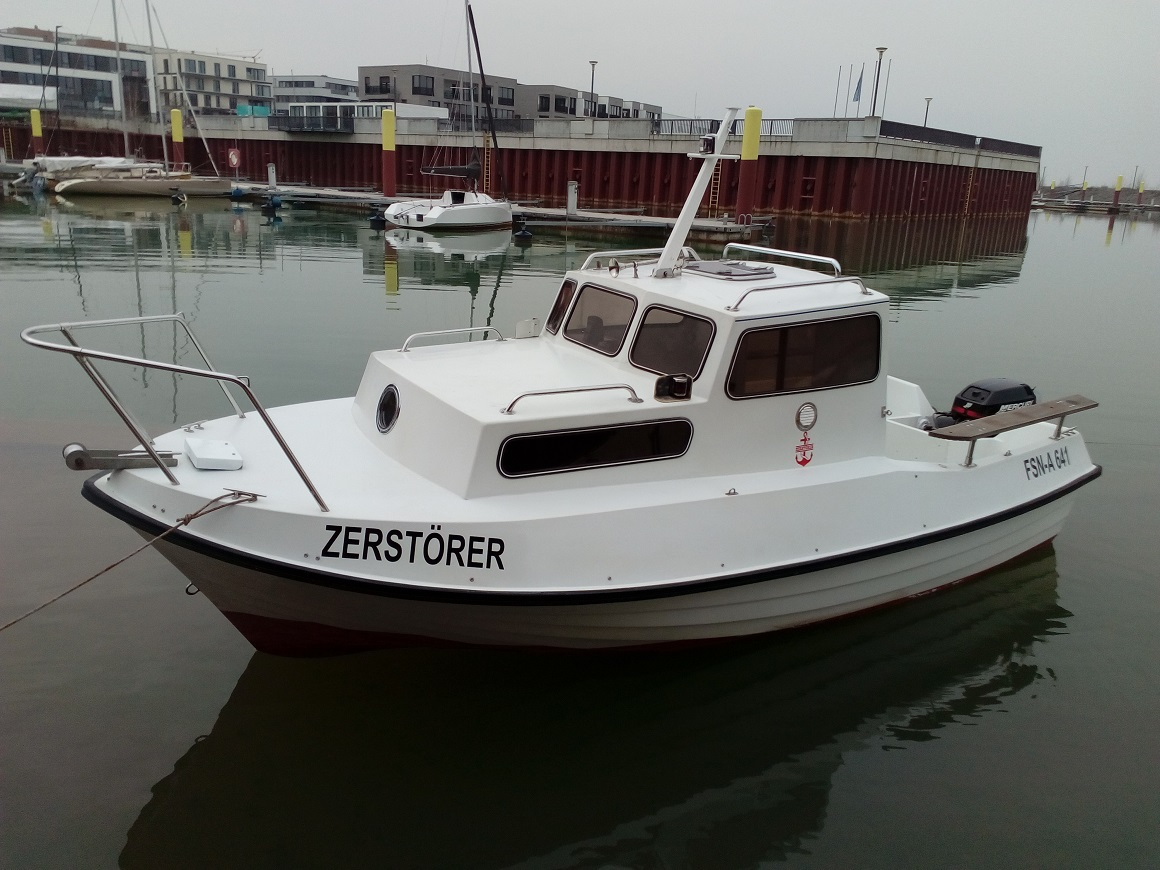
Motorkajütboot

Ein Motorboot ist ein von einem oder mehreren Verbrennungsmotoren oder Elektromotoren angetriebenes Wasserfahrzeug. Es kann sowohl in Binnengewässern als auch in Küstengewässern eingesetzt werden. Zum Führen von Motorbooten ist in Deutschland ab einer Leistung von über 11,03 kW (15 PS) an der Propellerwelle ein Führerschein erforderlich – bei Sportbooten in der Regel mindestens ein Sportbootführerschein Binnen. Auf dem Rhein wird bereits über 3,68 kW (5 PS) ein Führerschein, auf dem Bodensee über 4,4 kW (6 PS) ein Bodenseeschifferpatent benötigt, in der Schweiz ab 6 PS (4,4 kW).

## Geschichte

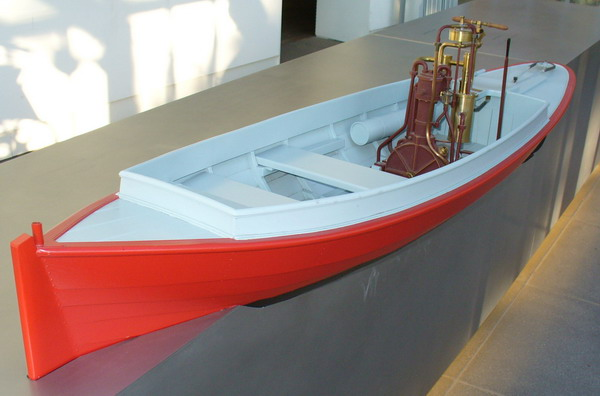
Daimlers Boot Neckar von 1886 (Modell)

Die ersten Motorboote entstanden in Deutschland und Frankreich. 1865 führte Étienne Lenoir Versuchsfahrten mit einem Motorboot auf der Seine durch. Nachhaltige Verwendung fand das Motorboot aber erst später durch Gottlieb Daimler. 1886 mit einem nach dem Ottomotor-Prinzip arbeitendem Gasmotor nach dem Patent Nr. 39367 von Daimler. Im August 1886 fanden Probefahrten des Bootes mit Daimler und Wilhelm Maybach auf dem Neckar statt. Bereits Ende 1886 erfolgte die erste öffentliche Vorstellung eines Motorbootes auf dem Waldsee bei Cannstatt. Daimler schenkte 1888 dem deutschen Reichskanzler Otto von Bismarck ein derartiges Motorboot, das auf den Namen von Bismarcks Tochter Marie getauft wurde. Bismarck soll damit den Schlossteich in Friedrichsruh befahren haben. Die Familie von Bismarck schenkte es 1922 an Daimler-Benz zurück, heute ist es ein Exponat im Mercedes-Museum in Stuttgart-Bad Cannstatt. 1898 entwickelte der Erfinder Herman F. L. Linden den Autonauten, vollkommen unabhängig davon Peter Beckmann das Roller-Boot, beide ausgestattet mit einem Antrieb, der einen Teil der kinetischen Energie der Orbitalbewegung des umgebenden Wassers in eine Vorwärtsbewegung umsetzte.
Bei den Olympischen Sommerspielen 1908 in London war Motorbootfahren olympische Disziplin.

## Verwendung

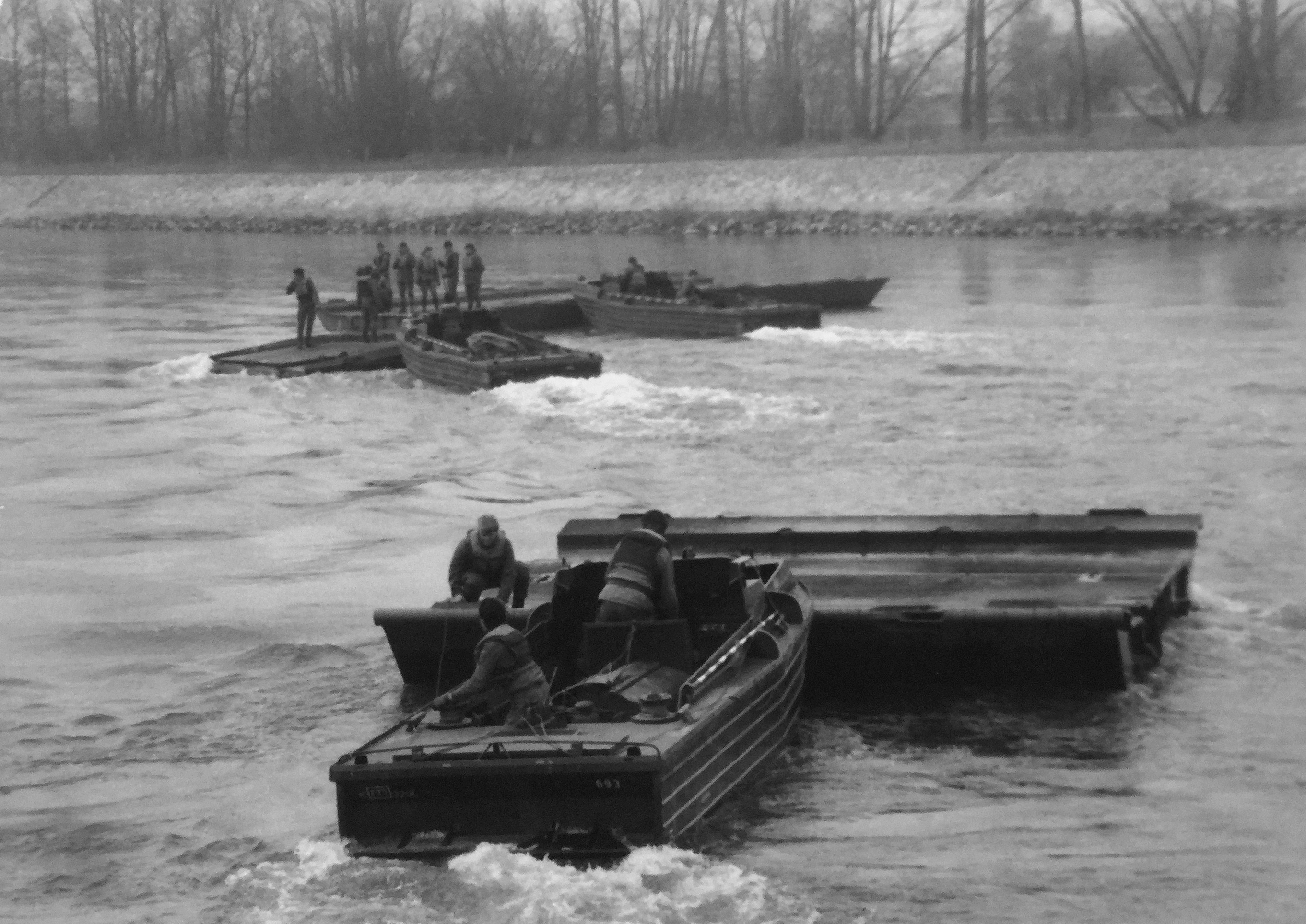
Motorboot der Bundeswehr mit Brückenabschnitt (1984)

Motorboote, die zu Freizeitzwecken eingesetzt werden und bewohnt werden können, werden Motoryachten genannt. Es gibt besonders stark motorisierte Motorboote, die zum Beispiel zum Ziehen von Wasserskifahrern oder zu sportlichen Offshore-Fahrten verwendet werden (Rennboote).
Eher selten sind Forschungsschiffe in Bootsgröße, z. B. die Mercator.
Im militärischen Bereich werden Motorboote als M-Boote (bei der Marine V-Boote für Verkehrsboot) bezeichnet. Einsatzzwecke der mit Lastkraftwagen transportierten Boote sind:
- Manövrieren von Fähren und Schwimmbrücken oder Teilen davon (militärisches Pionierwesen)
- Rettung und Bergung von Personen
- Versetzen von Personal und Material auf Binnengewässern oder in Überschwemmungsgebieten

Im Zivilen Katastrophenschutz werden Motorboote und Mehrzweckarbeitsboote benutzt für:
- die Rettung von Menschen aus dem Wasser und überfluteten Gebieten
- Materialtransporte für Bevölkerung und Einsatzkräfte
- den Bau von Pontonbrücken

## Bootstypen

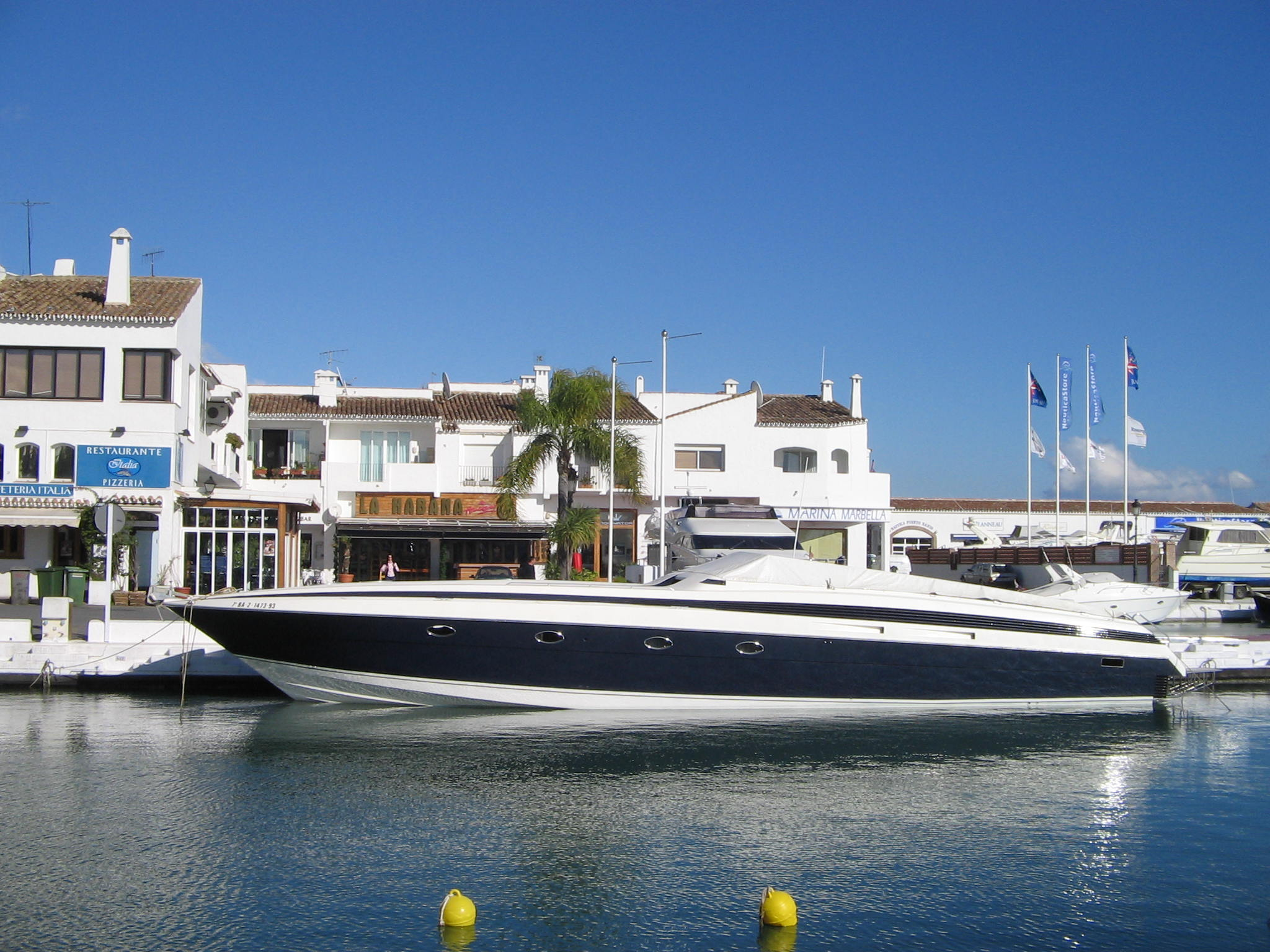
Motoryacht

Je nach Baumerkmal oder Art der Motorisierung wird zwischen folgenden Motorboottypen unterschieden:
- Sportboot mit Innenbord- oder Außenbordmotor
- Autoboot
- Daycruiser
- Halbkajüte
- Rennboot
- Kajütboot (Mittelkajütboot, Vorderkajütboot)
- Motoryacht
- Schlauchboot
- Tuckerboot

## Konstruktionsprinzipien
Es gibt zwei grundlegende Konstruktionsprinzipien: Verdränger und Gleiter. Ein Verdränger verdrängt die Wassermenge, die seinem eigenen Gewicht entspricht (statischer Auftrieb), und bleibt stets hinter seiner Bugwelle. Ein Gleiter ist durch seine Rumpfform und Antriebsleistung fähig, die Bugwelle hinter sich zu lassen und dann weniger Wasser zu verdrängen (dynamischer Auftrieb), als es seinem Gewicht entspricht. Dadurch verursacht ein Gleitboot auch einen geringeren Wellenschlag und „gleitet“ über das Wasser.
Jedes Schiff hat eine rechnerisch zu ermittelnde Rumpfgeschwindigkeit, die sich aus der Länge der Wasserlinie ergibt.
Die Formel lautet: Wurzel aus der Wasserlinienlänge in Metern × 4,5 = Geschwindigkeit in km/h. Beispiele: 4 m Länge (Kanu, kleines Elektroboot) : 9 km/h; 36 m (luxuriöse Motoryacht) : 27 km/h Rumpfgeschwindigkeit.
Beide Konstruktionsformen haben Vor- und Nachteile. Ein Verdränger kann seine Höchstgeschwindigkeit (zugleich Rumpfgeschwindigkeit) mit einer relativ geringen Motorisierung erreichen und ist sparsamer im Verbrauch. Er läuft auch weicher als ein Gleitboot. Ein Gleitboot dagegen kann ein Mehrfaches seiner Rumpfgeschwindigkeit erreichen. Ein Gleiter hat allerdings den Nachteil, dass er bei rauem Wasser zu hart aufschlägt und dadurch eventuell gar nicht ausgefahren werden kann.
Als Faustformel gilt: Nur Boote unter 22 kg/kW (16 kg/PS) Leistungsgewicht kommen ins Gleiten.
Als Mischform sind auch Halbgleiter bekannt. Diese Boote sind zum Gleiten ausgelegt, können aufgrund ihres Gewichts aber nur schwer in die Gleitfahrt kommen – meist liegen sie zwischen 22 und 41 kg/kW (16 bis 30 kg/PS). Da sich unter ihrem Boden noch ein merklicher Staudruck aufbaut, der das Boot etwas aus dem Wasser hebt und dadurch den Widerstand verkleinert, laufen sie etwas schneller als die Rumpfgeschwindigkeit.
Fast alle schnellen Motorkreuzer ab 9 Meter Länge aufwärts sind als Halbgleiter ausgelegt. Ab 18 Meter Länge werden die Boote überwiegend als Verdränger gebaut.
Tragflügelboote, ob motorisiert oder muskelkraftbetrieben (Beinstöße oder Pedalantrieb), verhalten sich in Bewegung anders.

## Bodenformen
Je nach Bootstyp wird eine der folgenden Rumpfformen bei der Konstruktion verwendet:
- Tiefer V-Boden; charakteristisch durch eine bis zum Heck durchlaufende V-Form. Typisch für seetüchtige Kajütboote. Läuft weich im rauen Wasser, wegen der größeren Bodenfläche sind sie allerdings nur mit stärkerer Motorisierung ins Gleiten zu bringen.
- Gemäßigter V-Boden; läuft bis zum Heck ziemlich flach aus und wird hauptsächlich für Außenborderboote verwendet. Kommt leicht ins Gleiten, läuft aber härter im rauen Wasser.
- Rundspant-Boden; mit dieser Rumpfform kommt ein Boot nicht ins Gleiten, erreicht aber mit relativ schwacher Motorisierung seine Rumpf- bzw. Höchstgeschwindigkeit. Rundspant-Boden ist eine typische Bodenform aller Verdränger.